# Nasty Vinyl
Nasty Vinyl ist ein hannoversches Punk-Label, gegründet 1991 von Horst Barthel (der seit 1988 Schlawiner Records betrieb) und Michael Krapf. Durch Vermittlung von Andreas Höhn von den Pissed Spitzels kam es zur Veröffentlichung alter DDR-Punk-Aufnahmen von Schleim-Keim und Müllstation sowie den Sicher gibt es bessere Zeiten-Compilations. Bis heute erschienen über 150 verschiedene Singles, LPs und CDs, darunter die BRD Punk Terror-CDs. Bekannte Gruppen sind Scattergun, Fuckin’ Faces und Rasta Knast. Nach dem Tod von Horst Barthel 2005 wird Nasty Vinyl heute von Andreas Höhn von Höhnie Records weitergeführt.